# Vicenza 1989-1990
L'Associazione Sportiva Vicenza 1989-1990 ha preso parte al campionato italiano di Serie A1 di pallacanestro femminile. Era sponsorizzata dall'Estel.
La squadra si è classificata al 5º posto della Serie A1. Ha preso parte anche ai play-off, superando le campionesse in carica dell'Enimont Priolo e poi venendo eliminata in semifinale dall'Unicar Cesena.

## Roster

### Dati
|  | Naz.                   | Ruolo | Sportivo           | Anno | Alt. |  |
|  | ---------------------- | ----- | ------------------ | ---- | ---- |  |
|  | Italia (bandiera)      | P     | Paola Barocco      | 1969 | 173  |  |
|  | Italia (bandiera)      | P     | Florinda Bortolami | 1972 | 172  |  |
|  | Italia (bandiera)      | P     | Barbara Fanocchi   | 1969 | 173  |  |
|  | Italia (bandiera)      | P     | Lidia Gorlin       | 1954 | 170  |  |
|  | Italia (bandiera)      | G     | Valentina Peruzzo  | 1960 | 178  |  |
|  | Italia (bandiera)      | AP    | Barbara Noale      | 1969 | 178  |  |
|  | Italia (bandiera)      | A     | Francesca Bortolan | 1969 | 183  |  |
|  | Stati Uniti (bandiera) | A     | Janice Lawrence    | 1964 | 183  |  |
|  | Italia (bandiera)      | A     | Amalia Pomilio     | 1964 | 183  |  |
|  | Canada (bandiera)      | A     | Bev Smith          | 1960 | 185  |  |
|  | Italia (bandiera)      | A     | Michela Voltan     | 1972 | 180  |  |
|  | Italia (bandiera)      | AG    | Francesca Cappa    | 1969 | 183  |  |

## Dirigenza
- Presidente: Antonio Concato
- Direttore generale: Francesco Alvisi
- Segreteria: Loretta Farina
- Pubbliche relazioni: Domenico Pisoni